# لواتة (أغبالو أقرار)
لواتة هي إحدى مشيخات المملكة المغربية، تتبع جغرافيا لإقليم صفرو وإداريًا لأغبالو أقرار. يقدر عدد سكانها بـ 3026 نسمة حسب الإحصاء الرسمي للسكان والسكنى لسنة 2004.